# Fibre ciment

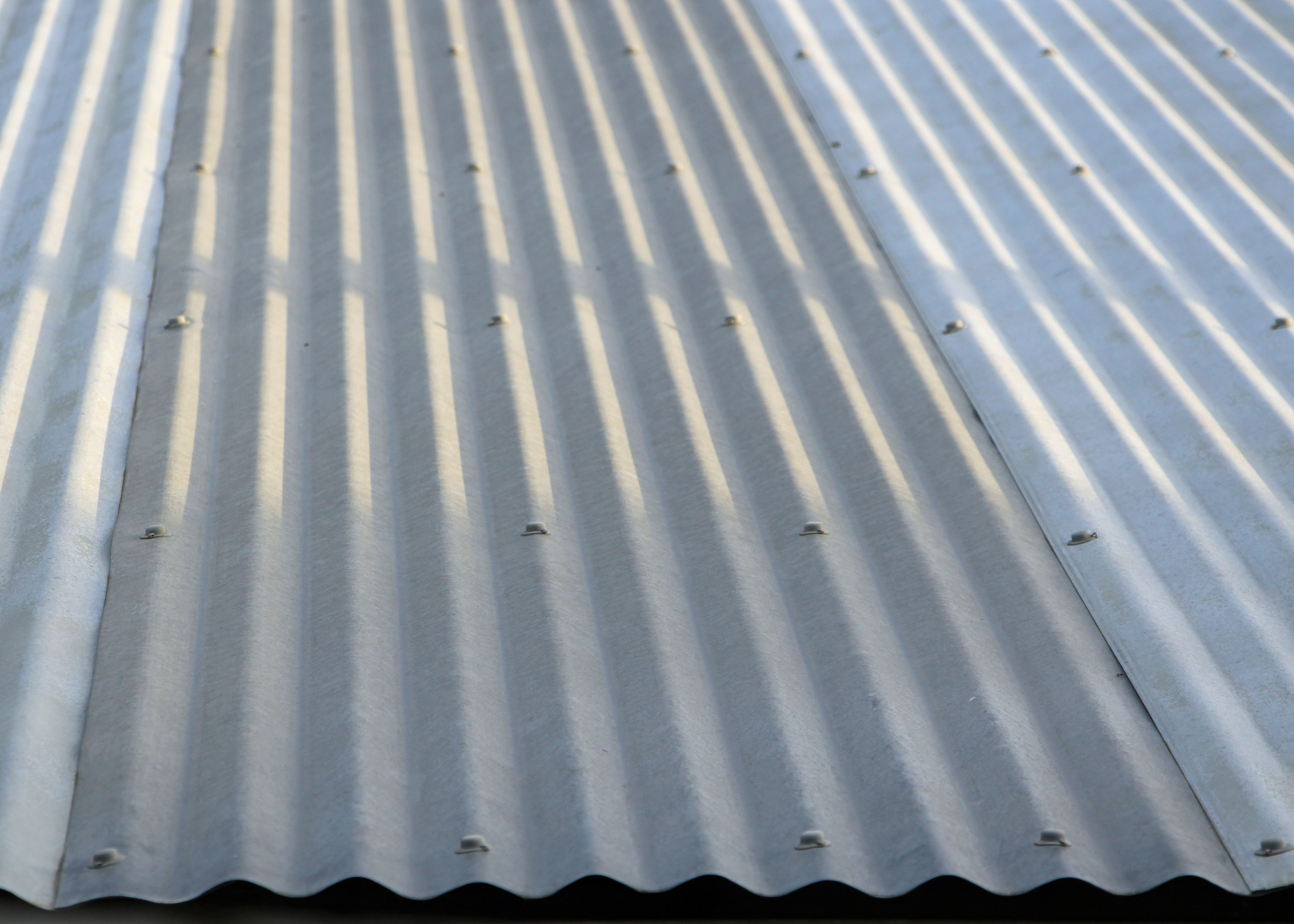
Toiture en fibre ciment.

Le fibres-ciment est un matériau qui ressemble au bois, toutefois c'est un matériau principalement minéral. Ainsi, de la cellulose, du sable et du ciment sont mélangés pour constituer des planches légères et solides.
Le fibres-ciment est un matériau qui résiste très bien dans le temps. Il résiste à l’eau, au gel, aux moisissures ainsi qu’aux insectes et animaux nuisibles. Il est également anti-feu.
Toutes ces propriétés en font un bon matériau pour les bardages extérieurs.
L'amiante-ciment a été très utilisée en raison du faible coût et des excellentes propriétés mécaniques et anti-feu de cette fibre minérale (par ailleurs cancérigène). De nombreux bâtiments construits avant l'interdiction de l'amiante contiennent encore des éléments en amiante-ciment (bardages, plaques de toiture, conduits d'eau et de vide-ordures) a prendre en compte lors de travaux.